# أغوستين كانو
أغوستين كانو (بالإسبانية: Agustín Cano Lotero) هو لاعب كرة قدم كولومبي في مركز الوسط، ولد في 8 يونيو 2001 في ميديلين في كولومبيا. لعب مع أتلتيكو ناسيونال.

## وصلات خارجية
- أغوستين كانو على موقع قاعدة بيانات كرة القدم.إي يو (الإنجليزية)
- أغوستين كانو على موقع Soccerway.com (الإنجليزية)